# Jarmo Mäkinen
Jarmo Juhani Mäkinen, född 29 maj 1958 i Karstula i Finland, är en finsk-svensk skådespelare.

## Biografi
Mäkinen har oftast fått gestalta otrevliga och kriminella roller när han har medverkat i svenska filmer, till exempel Juri i Beck – Sista vittnet och Isak i Populärmusik från Vittula. Mäkinen är troligtvis mest känd för att ha spelat den kriminelle jägaren Tomme Harela i Jägarna.
I Finland har Mäkinen varit programledare för underhållningsprogram som till exempel den finska versionen av Expedition Robinson. Han kan även ses som livvakt i den amerikanska filmen Schakalen med Bruce Willis i huvudrollen.
Från 2013 var Mäkinen under flera år frontfigur i marknadsföringen av K-rauta i Sverige. Senare har han gjort reklam för Bauhaus.

### Familj
Mäkinen var gift med Ulla Laurio 1983–1991 och har två gemensamma barn. Efter det var Mäkinen gift med skådespelerskan Maria Kuusiluoma från 1991 till 2005. Hans nuvarande fru är Milla Vehviläinen, som han har två söner med.

## Filmografi i urval
- 1995 – Det sista bröllopet
- 1996 – Jägarna
- 1997 – Schakalen
- 1997 – Vita lögner (TV-serie)
- 1998 – Zingo
- 1998 – Tommy och lodjuret
- 1999 – Insider (TV-serie)
- 2000 – Dykaren
- 2002 – Beck – Sista vittnet
- 2003 – Berglunds begravningar (TV-serie)
- 2003 – Hem till Midgård
- 2004 – Rånarna
- 2004 – Populärmusik från Vittula
- 2004 – Rancid
- 2005 – Den utvalde
- 2005 – E4 (TV-program)
- 2006 – Babas bilar
- 2007 – Höök (TV-serie)
- 2008 – Salatut elämät (TV-serie)
- 2009 – De halvt dolda (TV-serie)
- 2009 – Hjälp! (TV-serie)
- 2010 – Kommissarie Späck
- 2012 – Utrensning
- 2014 – LasseMajas detektivbyrå – Stella Nostra
- 2014 – Hallonbåtsflyktingen
- 2019 – Panik i tomteverkstan (TV-serie)